# Carex delicata
Carex delicata är en halvgräsart som beskrevs av Charles Baron Clarke. Carex delicata ingår i släktet starrar, och familjen halvgräs. Inga underarter finns listade i Catalogue of Life.